# جيراردو غوميز راميريز
جيراردو غوميز راميريز (بالإسبانية: Gerardo Gómez Ramírez)‏ هو كاتب وسياسي كوستاريكي، ولد في 4 يونيو 1901 في كانياس في كوستاريكا، وتوفي بنفس المكان في 5 نوفمبر 1983.